# Восточнобразильский прыгун
Восточнобразильский прыгун (лат. Callicebus melanochir) — вид приматов семейства Саковые.

## Описание
Голова небольшая, круглая, уши скрыты шерстью. Хвост длинный, длиннее, чем у родственного вида Callicebus personatus. Лоб покрыт короткой шерстью длиной около 9 мм. Шерсть становится длиннее вокруг шеи и на спине. На брюхе шерсть короткая и не такая густая.
Морда чёрная или тёмно-серая. Шерсть на голове серая у корней, но имеет светлые кончики. На брюхе шерсть серо-коричневая, верхняя часть спины желтовато-красная, нижняя — коричневато-красная. Грудь, шея, конечности и основание хвоста тёмные. Внутренняя поверхность задних конечностей тёмно-коричневая. Хвост у некоторых особей белый, у других пепельно-серый. Кончик хвоста более светлый.

## Поведение
Населяет дождевые леса в районе Амазонки. Образует небольшие семейные группы. В рационе преимущественно фрукты, семена и молодые листья.

## Распространение
Встречается в прибрежных лесах на востоке Бразилии. На севере ареал ограничен рекой Парагуасу, на юге — рекой Риу-Доси.